# Andalucía (equipo ciclista)
El Andalucía fue un equipo ciclista español en la mayoría de sus años de existencia de categoría Profesional Continental que participaba principalmente el UCI Europe Tour, así como en aquellas carreras del UCI WorldTour a las que es invitado. El equipo estuvo integrado en el programa del pasaporte biológico de la UCI desde el inicio de este y contó con el requisito extra de la "Wild Card" durante los dos años que se exigió, por lo que desde que ascendió a categoría Profesional Continental (en 2006) siempre ha aspirado a correr todas las carreras de máxima categoría.
Sus patrocinadores principales fueron la Junta de Andalucía (bajo el nombre Andalucía), y dependiendo el año Paul Versan, CajaSur y Caja Granada, respectivamente.
El 7 de febrero de 2013 se comunicó que definitivamente desaparecía el equipo profesional y toda su estructura de equipos en categorías inferiores debido a deudas producidas por impagos de sus patrocinadores principales.

## Historia del equipo

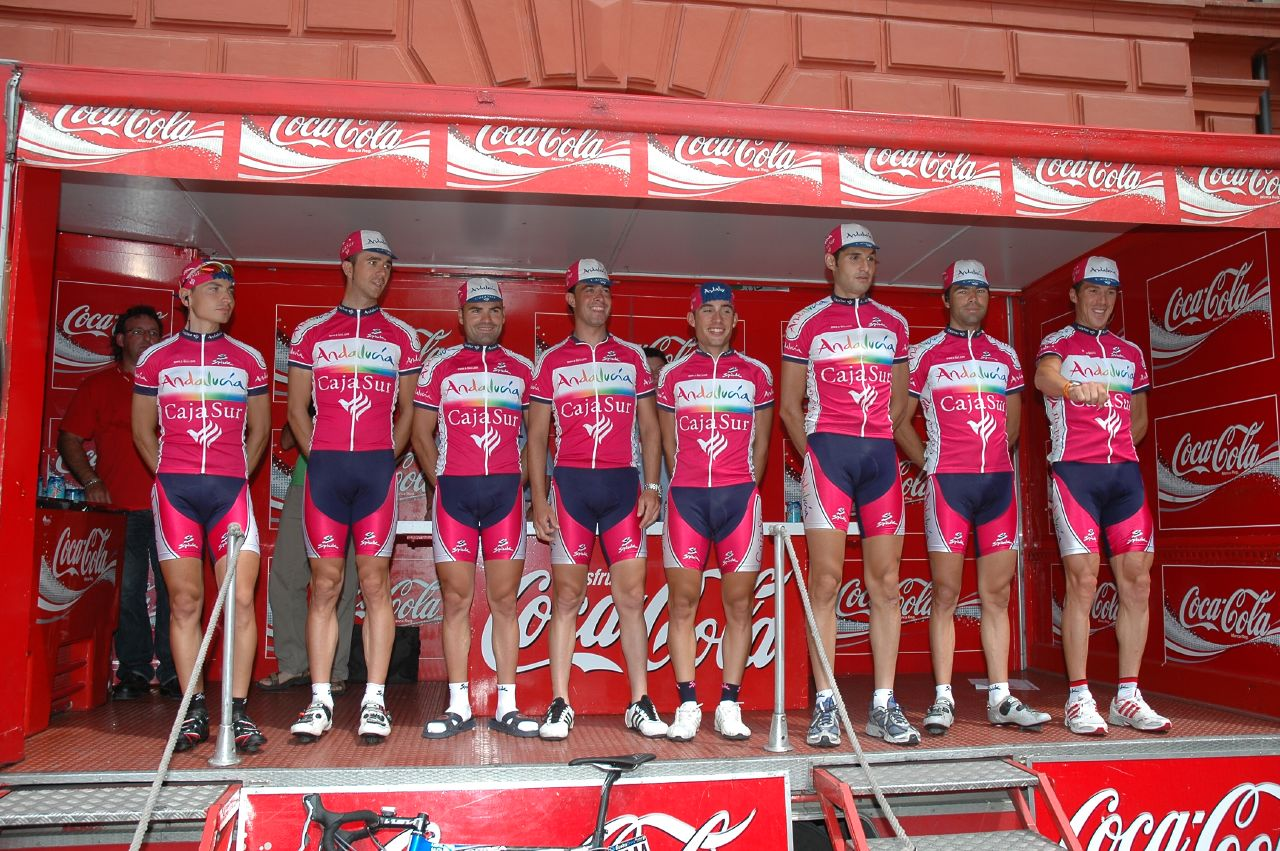
Andalucía -Cajasur 2007.

### Inicios

#### Creación
Se fundó en 2004 (para debutar en 2005) como consecuencia del crecimiento del ciclismo en la provincia de Córdoba, con la Junta de Andalucía como patrocinador principal (bajo el nombre Andalucía).
Se mira en el espejo del proyecto del Euskaltel-Euskadi para conseguir una base fuerte de cilcistas andaluces y competir, en un plazo de unos 5 años, en las pruebas más importantes del UCI ProTour.
El equipo, asentado sobre la base del Ciclos Cabello, es considerado como el sucesor del desaparecido Costa de Almería aunque ambos equipos no tuvieron ninguna relación entre sí más que la coincidencia entre la desaparición de uno con la creación del otro. Hasta la temporada 2006 se denominó Andalucía-Paul Versan.

#### 2005: debut como Continental
El nuevo equipo, con el nombre Andalucía-Paul Versan, debutó en la temporada 2005 como un equipo de categoría Continental (por debajo de los equipos UCI ProTour y de los Continentales Profesionales).

### Profesional Continental
De cara a su segunda temporada, el equipo ascendió una categoría y se convirtió en un equipo Profesional Continental, en un nivel intermedio entre los equipos UCI ProTour y los Continentales.

#### 2007
En la temporada 2007 llegó como nuevo copatrocinador CajaSur, una caja de ahorros andaluza gestionada por la Iglesia católica, por lo que el equipo pasaba a llamarse Andalucía-CajaSur.
Ese año la formación corrió su primera Vuelta a España, logrando además una meritoria victoria de etapa, a cargo del veterano Luis Pérez.
En total, el equipo logró 5 victorias esa temporada, incluida la de la Vuelta. El propio Luis Pérez logró una victoria de etapa y la general de la Clásica de Alcobendas, y Manuel Vázquez Hueso otra victoria de etapa y la general de la Vuelta al Alentejo.

#### 2008
En la temporada 2008 logró un total de 4 victorias, destacando sobre todo la lograda en la Volta a Catalunya por José Luis Carrasco. Además volvieron a ser invitados a participar en la Vuelta a España.

#### 2009
En 2009 llegó al equipo Xavier Tondo, después de que el equipo portugués en el que militaba, el LA-MSS (antiguo Maia), hubiera desaparecido por un escándalo de dopaje.
El corredor catalán tuvo un buen inicio de temporada, ganando una etapa del Tour de San Luis y el prólogo de la Vuelta a Andalucía, la carrera de casa del equipo. Tondo, segundo en la Subida a Urkiola tras Igor Antón (Euskaltel-Euskadi), fue designado como jefe de filas del equipo para la Vuelta a España. Sin embargo, el corredor se vio implicado en la caída ocurrida en la etapa con final en Lieja; la consiguiente tendinitis de rodilla hizo que tras varios días más en carrera no tomara la salida en la decimocuarta etapa.
Al finalizar la temporada se anunció el fichaje de Tondo por el Cervélo.
Al finalizar la temporada abandonó el conjunto Juan Martínez Oliver, director del equipo desde su creación, por motivos personales.
A pesar de las informaciones publicadas en la prensa sobre sus dificultades financieras, CajaSur anunció que continuaría patrocinando al equipo.

#### 2010
El argentino Fernando Devecchi, hasta entonces encargado del equipo amateur, se convirtió en el nuevo director del equipo de cara a la temporada 2010.
El 23 de agosto se confirmó que el equipo continuaría un año más en el pelotón.
A lo largo del año salieron a la luz las dificultades financieras de su copatrocinador CajaSur, la caja de ahorros cordobesa controlada por la Iglesia católica. Debido a su mala situación fue intervenida por el Banco de España el 22 de mayo y adjudicada mediante una puja posterior a la vizcaína BBK, considerada la caja de ahorros más solvente de España. Esa operación puso en dificultades al equipo de cara a la siguiente temporada al necesitar de un nuevo patrocinador. A principios de octubre la UCI publicó la lista de equipos de categoría Profesional Continental para 2011, en la que figuraba el equipo Andalucía Caja Granada. Ante ese anuncio la entidad Caja Granada confirmó la existencia de un principio de acuerdo, aunque precisó que faltaba por concretar el importe que abonaría la entidad granadina. El 20 de octubre se confirmó oficialmente el acuerdo con la caja granadina, que supuso un cambio en los colores de la equipación.

## Corredor mejor clasificado en las Grandes Vueltas
| Año  | Giro de Italia | Tour de Francia | Vuelta a España           |
| ---- | -------------- | --------------- | ------------------------- |
| 2005 | -              | -               | -                         |
| 2006 | -              | -               | -                         |
| 2007 | -              | -               | 18.º Luis Pérez Rodríguez |
| 2008 | -              | -               | 21.º Javi Moreno Bazán    |
| 2009 | -              | -               | 47.º Manuel Calvente      |
| 2010 | -              | -               | 52.º Javi Moreno Bazán    |
| 2011 | -              | -               | 72.º Antonio Piedra       |
| 2012 | -              | -               | 94.º Sergio Carrasco      |

## Material ciclista
El equipo utiliza bicicletas Orbea.

## Sede
La sede del equipo se encontraba en Córdoba (calle Campo Madre de Dios, 16).

## Clasificaciones UCI
A partir de 2005 la UCI instauró los Circuitos Continentales UCI, donde el equipo está desde que se creó dicha categoría ya que este se creó en dicho año, registrado dentro del UCI Europe Tour. Estando en las clasificaciones del UCI Europe Tour Ranking, UCI America Tour Ranking así como en la global de los equipos Profesionales Continentales adheridos al pasaporte biológico que hubo solo en 2009 llamada PCT Biological passport. Las clasificaciones del equipo y de su ciclista más destacado son las siguientes (excepto en la PCT Biological passport que solo fue clasificación de equipos):
| Año                            | Clasificación por equipos | Mejor corredor en la clasificación individual | Posición |
| 2005 (Europe Tour)             | 31.º                      | Carlos Castaño Panadero                       | 27.º     |
| 2005-2006 (Europe Tour)        | 40.º                      | Adolfo García Quesada                         | 66.º     |
| 2006-2007 (America Tour)       | 19.º                      | Luis Pérez Romero                             | 41.º     |
| 2006-2007 (Europe Tour)        | 45.º                      | Manuel Vázquez Hueso                          | 99.º     |
| 2007-2008 (Europe Tour)        | 59.º                      | Francisco Ventoso                             | 117.º    |
| 2008-2009 (America Tour)       | 28.º                      | Xavier Tondo                                  | 151.º    |
| 2008-2009 (Europe Tour)        | 24.º                      | Xavier Tondo                                  | 14.º     |
| 2009 (PCT Biological passport) | 13.º                      | -                                             | -        |
| 2009-2010 (Europe Tour)        | 30.º                      | Ángel Vicioso                                 | 26.º     |
| 2010-2011 (America Tour)       | 25.º                      | Antonio Piedra                                | 134.º    |
| 2010-2011 (Asia Tour)          | 31.º                      | Pablo Lechuga                                 | 141.º    |
| 2010-2011 (Europe Tour)        | 62.º                      | Juan José Lobato                              | 121.º    |
| 2011-2012 (America Tour)       | 31.º                      | Juan José Lobato                              | 169.º    |
| 2011-2012 (Asia Tour)          | 16.º                      | Javier Ramírez                                | 23.º     |
| 2011-2012 (Europe Tour)        | 75.º                      | Adrián Palomares                              | 244.º    |

Tras discrepancias entre la UCI y los organizadores de las Grandes Vueltas, en 2009 se tuvo que refundar el UCI ProTour en una nueva estructura llamada UCI World Ranking, formada por carreras del UCI World Calendar. El equipo siguió siendo de categoría Profesional Continental pero tuvo derecho a entrar en ese ranking los dos primeros años por adherirse al pasaporte biológico.
| Año  | Clasificación por equipos | Mejor corredor en la clasificación individual | Posición |
| 2009 | 29.º                      | Xavier Tondo                                  | 123.º    |
| 2010 | 32.º (último)             | Javier Moreno                                 | 251.º    |

## Palmarés destacado
Para el palmarés completo, véase Palmarés del Andalucía

### Grandes Vueltas
- Vuelta a España
  - 2007: 1 etapa (Luis Pérez Rodríguez)

### Otras carreras
- Volta a Catalunya
  - 2006: 1 etapa (Luis Pérez Romero)
  - 2008: 1 etapa (José Luis Carrasco)

## Plantilla
Para años anteriores, véase Plantillas del Andalucía-CajaSur

### Plantilla 2012
| Nombre               | Nacimiento | Nacionalidad | Equipo 2011                       |
| José Aguilar         | 17/11/1986 | España       | Neoprofesional                    |
| Antonio Cabello      | 05/01/1990 | España       | Andalucía Caja Granada            |
| José Luis Cano       | 28/04/1988 | España       | Andalucía Caja Granada            |
| Sergio Carrasco      | 17/02/1985 | España       | Andalucía Caja Granada            |
| Gustavo César Veloso | 29/01/1980 | España       | Xacobeo Galicia (en 2010)         |
| Javier Chacón        | 29/07/1985 | España       | Heraklion Kastro-Murcia (en 2010) |
| Pablo Lechuga        | 16/08/1990 | España       | Andalucía Caja Granada            |
| Juan José Lobato     | 29/12/1988 | España       | Andalucía Caja Granada            |
| Román Osuna          | 15/09/1989 | España       | Andalucía Caja Granada            |
| Adrián Palomares     | 18/02/1976 | España       | Andalucía Caja Granada            |
| Javier Ramírez       | 14/03/1978 | España       | Andalucía Caja Granada            |
| José Luis Roldán     | 13/11/1985 | España       | Andalucía Caja Granada            |
| Jesús Rosendo        | 16/03/1982 | España       | Andalucía Caja Granada            |
| Eloy Ruiz            | 07/01/1989 | España       | Andalucía Caja Granada            |
| Jordi Simón          | 06/09/1990 | España       | Neoprofesional                    |
| José Toribio         | 22/12/1985 | España       | Andalucía Caja Granada            |

Stagiaires

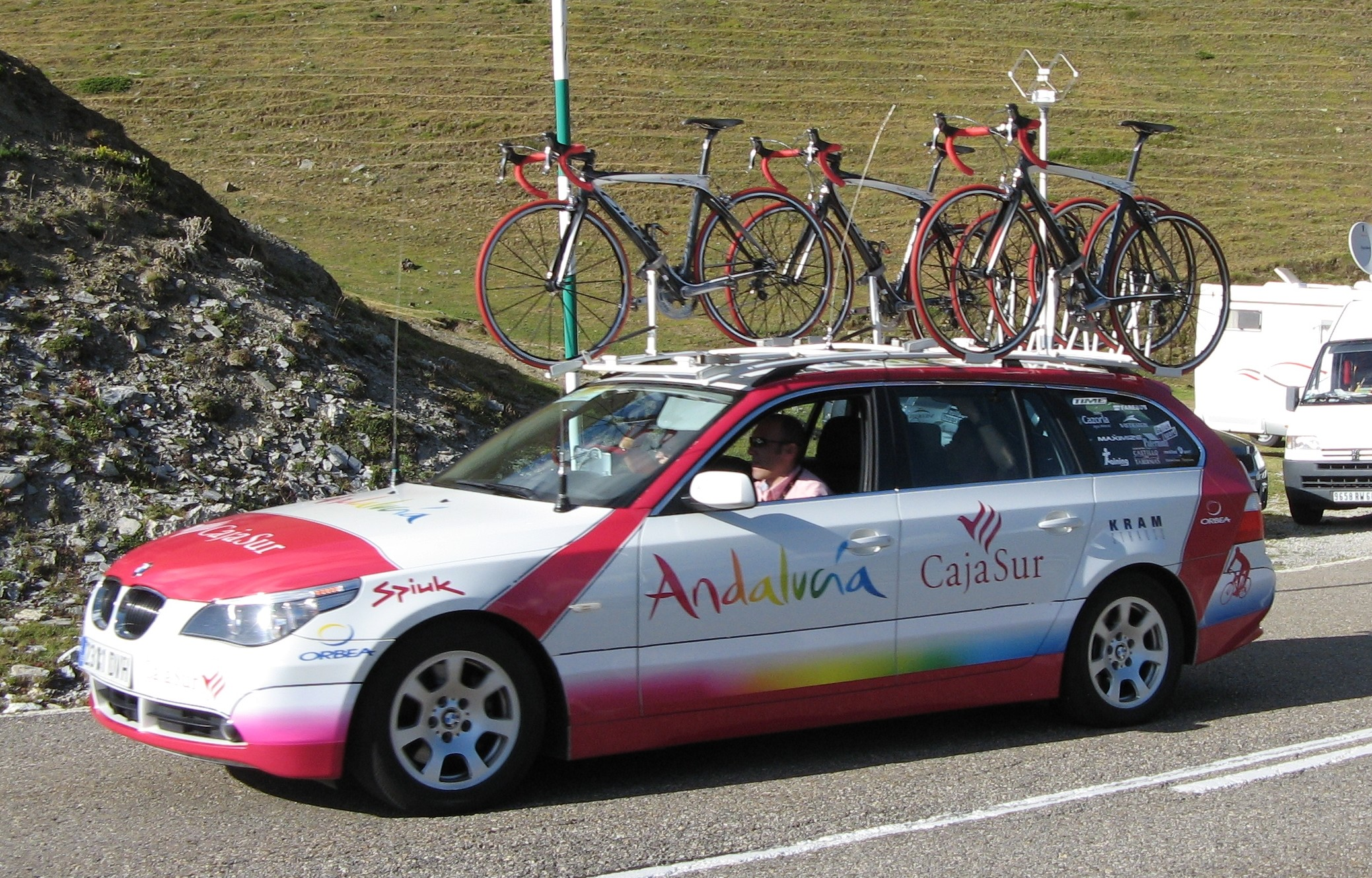
Vehículo del Andalucía Cajasur.

Desde el 1 de agosto, los siguientes corredores pasaron a formar parte del equipo como stagiaires (aprendices a prueba).
| Corredor          | Nacimiento | Nacionalidad | Equipo 2012 |
| ----------------- | ---------- | ------------ | ----------- |
| Francisco Clavijo | 25/12/1989 | España       |             |
| Jesús Rubio       | 25/01/1992 | España       |             |
| Andrés Vigil      | 26/09/1988 | España       |             |